# Tata Indigo
Tata Indigo – samochód osobowy, zaprezentowany po raz pierwszy na Międzynarodowym Salonie Samochodowym w Genewie w 2002. We wrześniu 2008 firma Marubeni Motors rozpoczęła import tego modelu oraz trzech innych do Polski. Auto jest oparte na modelu Tata Indica, tak więc wnętrze jest identyczne, zmianie (oprócz nadwozia) uległo zawieszenie. Przód samochodu oparty jest na wahaczach rozwidlonych i kolumnach McPhersona, zawieszenie tylne jest niezależne, 3-drążkowe z kolumnami McPhersona. Auto posiada duży bagażnik – 410 litrów, który po złożeniu tylnej kanapy powiększa się 1370 litrów (przy zachowaniu równości podłogi).
Tata Indigo oferowana jest w jednej wersji wyposażenia GLX/DLX, obejmującej: poduszki powietrzne kierowcy i pasażera, wspomaganie kierownicy, manualną klimatyzację, centralny zamek, szyby przednie i tylne sterowane elektrycznie, immobilizer silnika, lampy przeciwmgielne, układ ABS, relingi dachowe czy gniazdo zapalniczki w bagażniku.

## Pierwsza generacja
Tata Indigo – samochód osobowy segmentu B koncernu Tata Motors. Jest to Tata Indica w wersji kombi (SW) lub sedan (Marina) (w Polsce nieoferowany jest sedan).
Tata Indigo występuje z sześcioma silnikami o pojemności 1,4 (1405 cm² i 1396 cm²) o mocy:
- benzynowe: 65, 69 i 89 KM
- diesle: 65, 69 i 71 KM

## Druga generacja

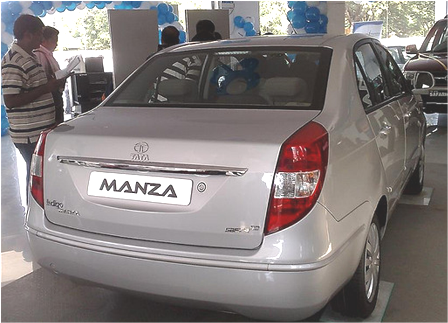
Tata Indigo Manza – tył

Tata Indigo Manza – samochód osobowy produkowany na bazie Taty Indici Visty oraz Fiata Linei. Indigo Manza tymczasowo występuje w wersji sedan. Został zbudowany w nowym stylu firmy Tata Motors.

### Silniki
| Parametry                                  | 1.4 MPI                        | 1.4 DICOR          |
| ------------------------------------------ | ------------------------------ | ------------------ |
| Liczba cylindrów                           | 4                              | 4                  |
| Paliwo                                     | Benzyna bezołowiowa LO. min 95 | Olej napędowy      |
| Pojemność skokowa                          | 1405                           | 1396               |
| Moc maksymalna (kW/KM)/(obr./min)          | 62,5/85 przy 6000              | 52/70 przy 4000    |
| Maksymalny moment obrotowy (Nm)/(obr./min) | 120 przy 3500                  | 140 przy 1400–2750 |
| Prędkość maksymalna (km/h)                 | 160                            | 155                |
| Zużycie paliwa w cyklu mieszanym           | 7,0                            | 5,2                |
| Emisja CO2 (g/km)                          | 165                            | 138                |
| Norma emisji CO2                           | Euro IV                        | Euro IV            |

## Galeria

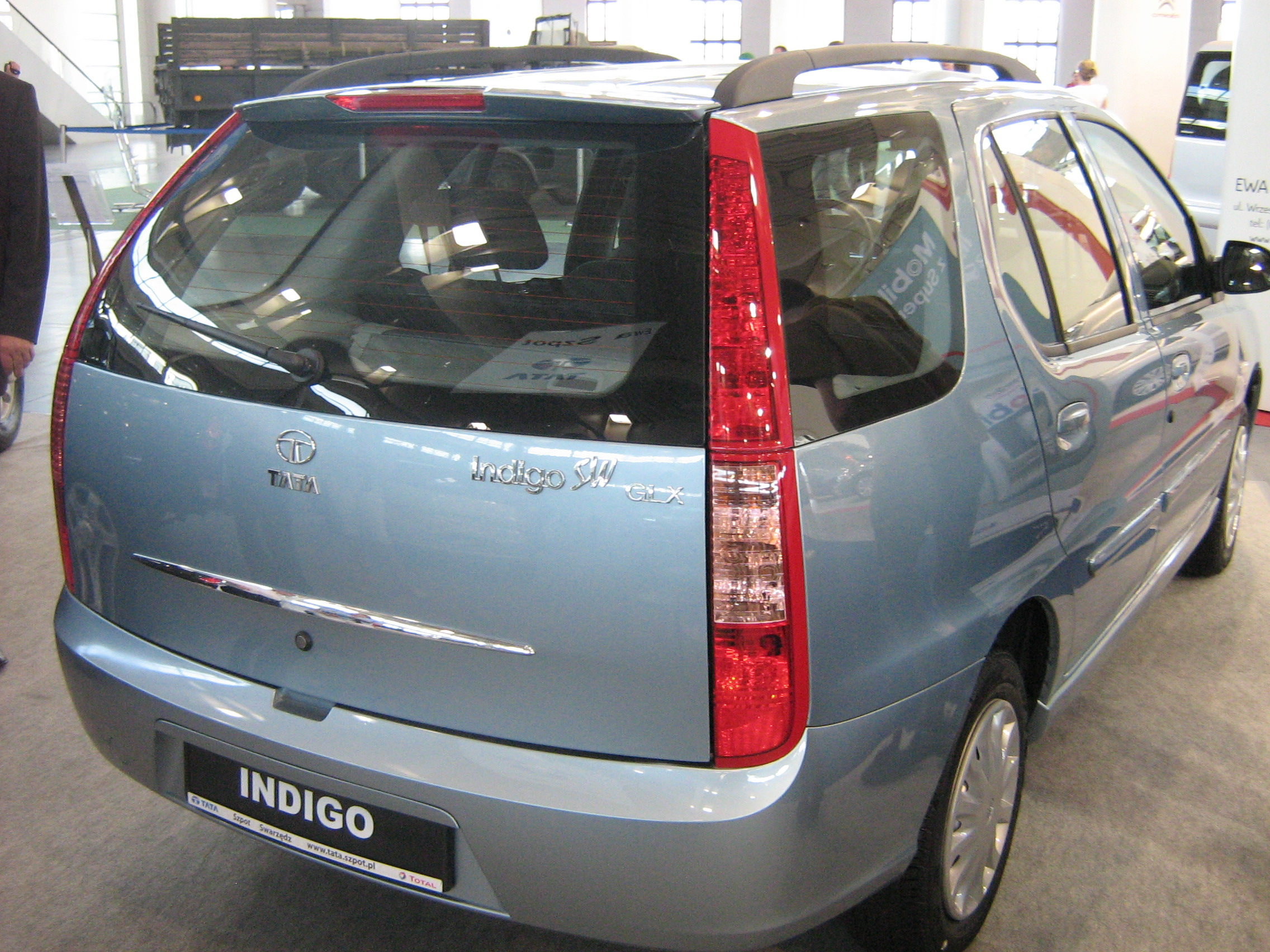
Tata Indigo SW – tył pojazdu
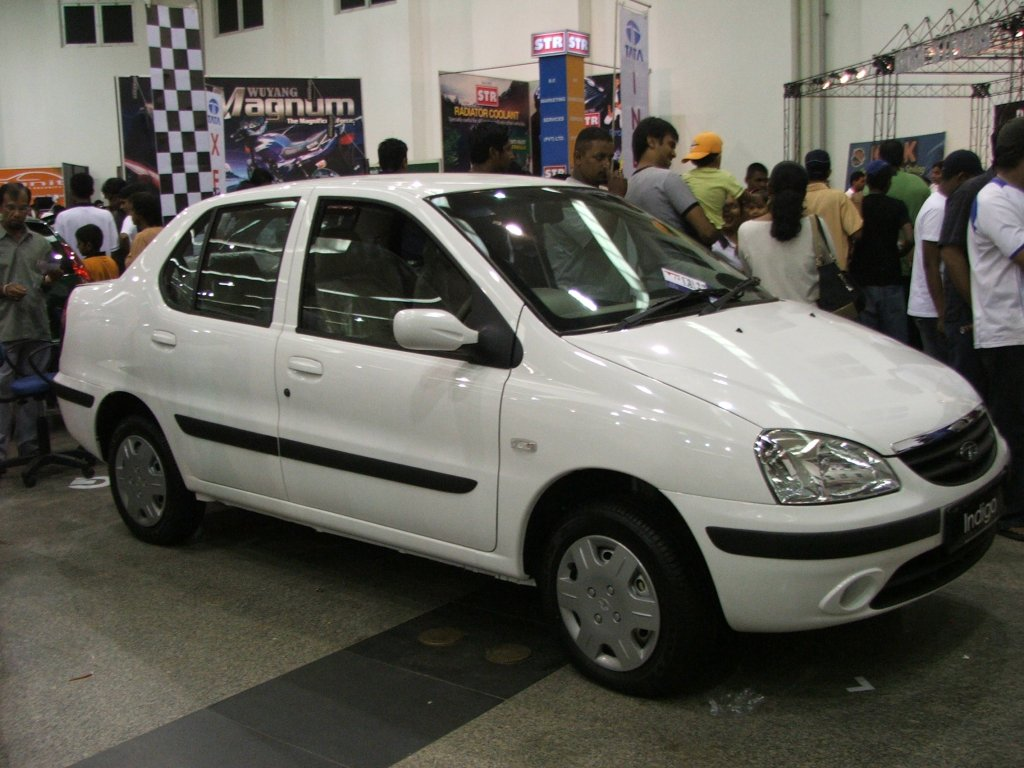
Tata Indigo w wersji sedan